# Michel Sardaby
Michel Sardaby, né le 4 septembre 1935 à Fort-de-France (Martinique) et mort le 6 décembre 2023 à Paris, est un compositeur et pianiste de jazz français, également pédagogue, actif à partir de la fin des années 1960.

## Biographie
Michel Sardaby est issu d'une famille dont le père, Bernard Sardaby, tient une brasserie. Il est initié au piano par son père à l'âge de cinq ans. Il s'est ensuite installé à Paris où il reçoit son diplôme de l'École Boulle. En mars 1967, il est l'un des pianistes, avec Joe Stride Turner, Errol Parker, Claude Bolling, Stuart de Silva et Aaron Bridgers, accompagné par le contrebassiste John Lamb, et d'autres, participant à un enregistrement long de 90 minutes connu sous le nom de Tape for Billy et dédié à Billy Strayhorn qui est à l'hôpital. Cet enregistrement est supervisé par Duke Ellington lui-même qui est à Paris à cette époque et veut créer une bourse au nom de Billy Strayhorn à Paris comme pour Juilliard à New York.
En 1969, premier album Five Cat`s Blues enregistre à Paris en octobre 1967 avec cinq compositions du pianiste.
En 1970, il mène un trio comprenant Percy Heath et Connie Kay pour faire son deuxième album, Night Cap.
Un enregistrement en 1972 à New York l'a vu mener Richard Davis, Billy Cobham et Ray Barretto sous son aile.
Son album de 1974 du nom de Gail, lui permet de gagner le prix Boris Vian. En 1989, pour son album Going Places , il est accompagné par Rufus Reid et Marvin Smitty Smith et en 1993, il enregistre avec son quintet comprenant Ralph Moore, Louis Smith, Peter Washington et Tony Reedus.
En 2004, le Conseil international de la musique (International Music Council) et l'université de Pittsburgh lui remettent un Outstanding Lifetime Achievement Award lors d'une cérémonie à l'UNESCO. Michel Sardaby s'est aussi passionné pour la transmission du savoir musical et a formé de nombreux musiciens aujourd'hui célèbres. Cela lui a permis de recevoir un Grammy Award pour son enseignement.
Michel Sardaby meurt à Paris le 6 décembre 2023, à l'âge de 88 ans.

## Discographie
- 1969 : Five Cat`s Blues (label : Président), Vinyle, LP, Album, avec : Henri Tischitz (contrebasse), Michel Denis (batterie), Michel Sardaby (piano et composition), Alain Hatot (saxophone ténor) et Pierre Dutour (trompette) [(en) présentation en ligne].
- 1970 : Night Cap (Sound Hills)
- 1970 : Blue Sunset (label : Disques Debs), Vinyle, LP, Album, avec : Gilbert Rovère (contrebasse), Philippe Combelle (de) (batterie) et Michel Sardaby (piano) [(en) présentation en ligne].
- 1972 : In New York (label : Disques Debs), Vinyle, LP, Album, avec : Richard Davis (contrebasse), Ray Barretto (congas), Billy Cobham (batterie) et Michel Sardaby (piano et composition) [(en) présentation en ligne].
- 1975 : Gail[4] avec : Richard Davis (contrebasse), Billy Hart et Leopoldo F. Fleming (de)
- 1984 : Voyage avec Ron Carter
- 1985 : Caribbean Duet avec Monty Alexander chez Harmonic Records
- 1989 : Going Places
- 1990 : Night Blossom (DIW Records)
- 1993 : Straight On (label : Sound Hills Records), CD, Album, live à Paris, avec : Peter Washington (contrebasse), Tony Reedus (en) (batterie), Michel Sardaby (piano et composition), Ralph Moore (en) (saxophone ténor) et Louis Smith (en) (trompette) [(en) présentation en ligne].
- 2003 : Karen